# Anna Sabine Halle
Anna Sabine Halle (* 1921 in Berlin; † August 2014 ebenda) war eine Enkelin von Gustav Lilienthal, Autorin und Quäkerin.

## Leben
Anna Sabine Halle war eine Großnichte des Flugpioniers Otto Lilienthal. Sie war seit 1940 Mitglied der Religiösen Gesellschaft der Freunde (Quäker) – Deutsche Jahresversammlung (DJV). Ihre Mutter Olga Halle leitete nach Kriegsbeginn 1939, nachdem der letzte ausländische Quäker Deutschland verlassen hatte, das internationale Quäkerbüro und wurde wegen ihres Engagements bereits seit 1937 mehrfach von der Gestapo verhört. Ihr Vater Gerhard Halle verweigerte als überzeugter Pazifist während der NS-Zeit den Wehrdienst. Am 9. September 1940 protestierte er schriftlich gegenüber der Leitung der Berliner NSDAP gegen die Euthanasie-Aktion.
Anna Sabine Halle war als Sechzehnjährige mitverantwortlich für die Berliner Jugendgruppe der Quäker (Jungfreunde), an der neben 8 Kindern aus Quäkerfamilien und Kindern von SPD-Mitgliedern auch 25 Kinder aus jüdischen Familien beteiligt waren. Sie wurde deshalb 1937 nach einem Überfall der Hitlerjugend (HJ) auf die Gruppe gemeinsam mit dem gleichaltrigen Günther Gaulke von der Gestapo verhört. Nach dem Studium arbeitete sie als Pädagogin und war in der Geschäftsführung des Pestalozzi-Fröbel-Hauses tätig. Von 1945 bis 1950 begleitete sie als Beauftragte des American Friends Service Committee (AFSC) die Reintegrationsverhandlungen für verfolgte Juden. Sie unterstützte soziale Projekte und organisierte ausländische Hilfsprogramme für die Berliner Bevölkerung. Ausgedehnte Vortragsreisen führten sie in die USA. Halle war aktiv in der SPD und im Verein für die Geschichte Berlins. Von 1970 bis 1981 engagierte sie sich aktiv beim Versuch gewaltfreier Reformen an der Freien Universität Berlin. Ebenfalls in den 1970er Jahren war Halle Schreiberin (Vorsitzende) der (West-)Berliner Quäkergruppe (Quakerversammlung) im Mittelhof (Zehlendorf). 1975 wurde sie in der Religiösen Gesellschaft der Freunde (Quäker) Archivbearbeiterin und wirkte von 1983 bis 2006 als Beauftragte der Quäker für die Dokumentation der Jahre 1933–1945. In diesem Kontext begann eine enge Zusammenarbeit mit dem Landesarchiv Berlin, dem Diözesanarchiv sowie mit ausländischen Forschern und überlebenden Juden.
Anna Sabine Halle übergab einen Teil ihrer Sammlung in den 1990er Jahren dem Landesarchiv Berlin.
Als Beauftragte für NS-Geschichte vertrat sie die DJV auch nach außen, insbesondere in einer Auseinandersetzung um die Darstellung des Quäkerwiderstands in der Ausstellung der Gedenkstätte Deutscher Widerstand (Berlin). Im Jahr 2007 trat sie aus der DJV aus. Ihr Wiederaufnahmeantrag wurde 2009 von der DJV abgelehnt.
In ihren Arbeiten (s. u.) beschäftigte sich Halle mit dem Quäkertum und Judentum, vor allem während der Zeit des Nationalsozialismus.
Sie lebte bis zu ihrem Tod im Wohnhaus ihres Großvaters, dem Baudenkmal Marthastraße 5 in Berlin-Lichterfelde.

## Werke
- Alle Menschen sind unsere Brüder … Religiöse Ges. der Freunde (Quäker), Bad Pyrmont 1984.
- Die Gedanken sind frei … Eine Jugendgruppe der Berliner Quäker 1935–1941. (PDF) Berlin 1980, 1982.
- Leonard S. Kenworthy: Ein amerikanischer Quäker in Nazi-Deutschland. [Für dt. Leser kommentiert u. gekürzt übers. von Anna Sabine Halle]. Religiöse Ges. der Freunde (Quäker), Bad Pyrmont 1984.
- Haltung und Handeln der Quäker im Dritten Reich. In: Berliner Theologische Zeitschrift, Neue Folge, 9, 1, 1992, S. 2–14.
- Quäkerhaltung und -handeln im nationalsozialistischen Deutschland. Religiöse Ges. der Freunde (Quäker), Bad Pyrmont 1993, ISBN 3-929696-10-X.
- The German Quakers and the Third Reich. In: German History, 11, 2, 1993, S. 222–236.
- Christen und Konfessionslose jüdischer Herkunft. Eine Dokumentation im Landesarchiv Berlin. In: Berlin in Geschichte und Gegenwart, 2001, S. 181–188.
- Über Nichtglaubensjuden – Anmerkungen zu einem Begriff und zu einem Archivbestand. In: Exil. Forschung – Erkenntnisse – Ereignisse, 23, 1, 2003, S. 89–96.